# نورن فوربز

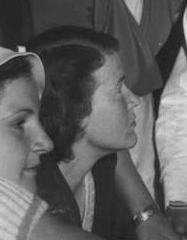
نورن فوربز، اولین نفر در سمت راست تصویر

نورن فوربز (به انگلیسی: Norene Forbes) (زادهٔ ۲۴ ژوئیهٔ ۱۹۱۴) شناگر اهل ایالات متحده آمریکا است.